# Amambaí
Amambaí est une ville brésilienne de l'État du Mato Grosso do Sul. Sa population était estimée à 32 095 habitants en 2006. La municipalité s'étend sur 4 202 km2.

## Maires
| Période | Période | Identité              | Étiquette | Qualité |
| ------- | ------- | --------------------- | --------- | ------- |
| 2009    | 2012    | Dirceu Luiz Lanzarini | PR        |         |